# 綾波優
綾波 優（あやなみ ゆう、1989年4月1日 - ）は、日本の元AV女優。ロータスグループ所属。
出身地:宮城県。身長:167cm。スリーサイズ:B83(C-70)・W58・H83。血液型:O型。

## 略歴
2007年11月に『純真 完全版』で宇宙企画（メディアステーション）専属女優としてAVデビュー。
2009年1月よりmillion（ケイ・エム・プロデュース）に移籍。同年4月の『電撃引退 イカセチャレンジ 綾波優』をもって引退。

## 人物
- 趣味:カラオケ
- 特技:料理、お菓子作り

## 出演作品

### アダルトビデオ
2007年
- 純真 完全版（11月16日、宇宙企画） ※デビュー作
- 学校でしようよ♥ 完全版（12月17日、宇宙企画）

2008年
- お帰りなさいませ♥ご主人様 完全版（1月18日、宇宙企画）
- 24時間 完全版（2月18日、宇宙企画）
- 潮吹きVenus 完全版（3月17日、宇宙企画）
- 南の島でSEXしようよ♥ 完全版 （4月18日、宇宙企画）
- お尻姫 完全版（5月16日、宇宙企画）
- 学校で中出ししよッ♥（6月20日、宇宙企画）
- 中出しのできる風俗案内嬢（7月18日、宇宙企画）
- あなたといっぱい中出ししたいの♥（8月18日、宇宙企画）
- 愛ある情熱SEX 絡みつくようなベロキス見せてあげる（9月19日、宇宙企画）
- コス姫（10月17日、宇宙企画）
- 綾波優です。（10月24日、宇宙企画） ※総集編
- 猥褻MAX（11月17日、宇宙企画）
- 大人の保健室（11月17日、宇宙企画）…オムニバス作品 他出演:春咲あずみ、美花ぬりぇ、Marie
- ワタシハアナタノイイナリ（12月19日、宇宙企画）

2009年
- ミリオンでセル初超デジモ（1月16日、ミリオン）
- すんごく気持ちいい中出ししよッ♥（3月20日、ミリオン）
- 電撃引退 イカセチャレンジ（4月17日、ミリオン）
- 綾波優のすべて!（5月22日、ミリオン） ※総集編
- 綾波優が選ぶ気持ちよかった♥BEST SEX 10（6月26日、ミリオン） ※総集編